# 정미의병

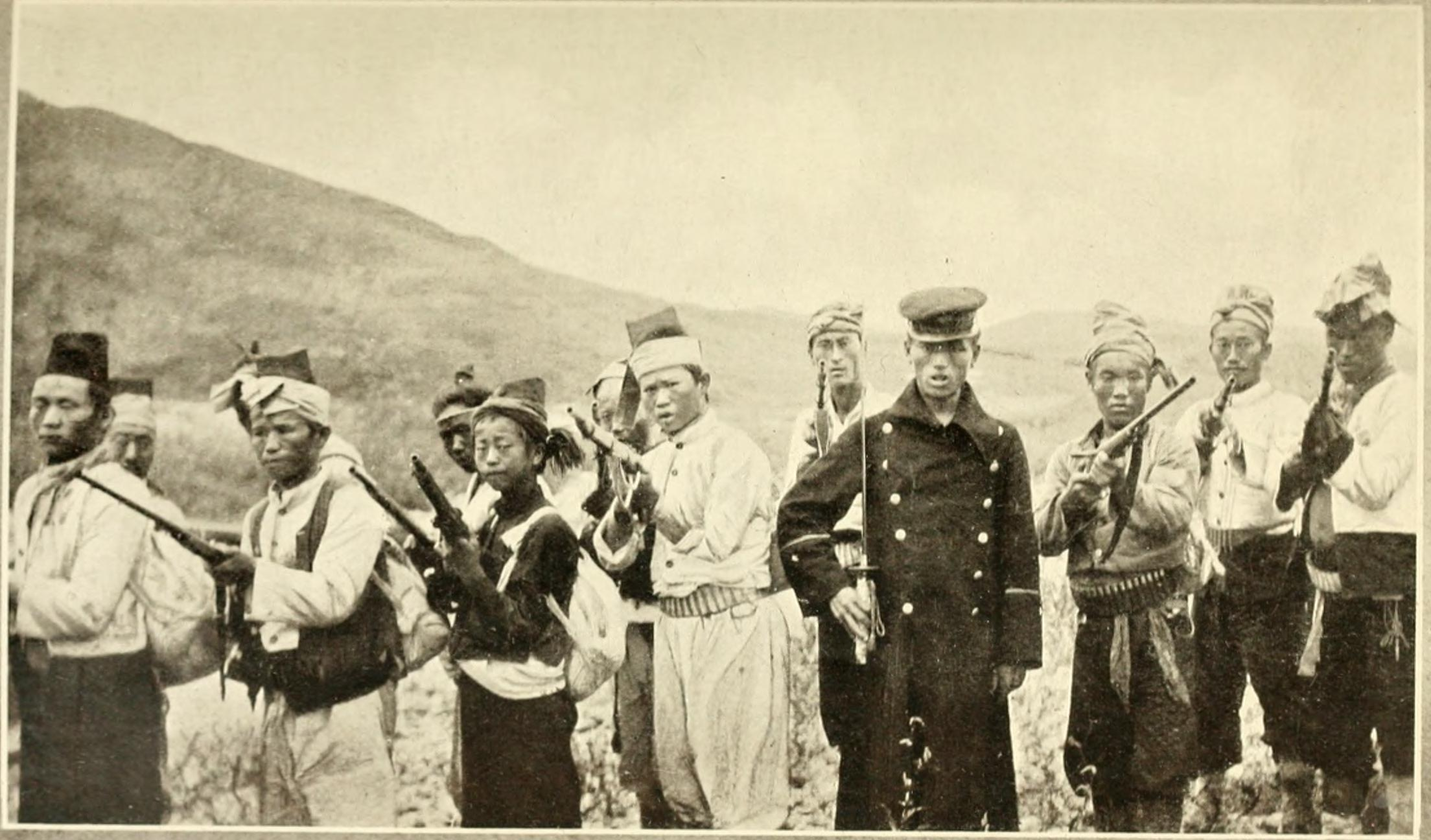
1907년 매켄지가 촬영한 의병들의 모습

정미의병(丁未義兵)은 1907년 (융희 1년 )  고종의 강제 퇴위와 정미칠조약 강제 체결, 군대 해산 등을 계기로 1907~1910년 사이 발생한 항일구국적 근대 의병봉기다.
1905년(광무 10) 통감부 설치 후 조선 병합(경술국치)을 서두르던 일제는 1907년 6월 일어난 헤이그 특사 사건을 빌미로 고종을 폐위하고 아들 이척을 순종으로 즉위시켜 허수아비로 삼는다. 그 후 정미칠조약으로 한국 통치권의 대부분을 빼앗고, 대한제국 군대마저 해산시켜 대한제국을 완벽히 무력화시킨다.
1907년 8월 1일 강제해산 당일, 시위대 제1연대 제1대대장 박승환이 자결하자 그 일을 계기로 해산군인들이 서울, 원주, 강화 진위대 등지에서 무장봉기하여 각지의 의병부대에 합류한다. 1906년경에 수그러들었던 을사의병이 규모면·전력면에서 비교할 수 없는 성장을 한 것이다.

## 전개

### 시작
정미의병의 본격적인 확산은 8월 2일, 원주진위대의 봉기로 시작된다.
8월 2일 원주진위대 군인들이 일제히 무기고를 점령한 뒤 그곳 민병과 합세하여 원주시를 장악하고. 여주 주대 군인들도 이튿날 본대에 합류하였다.
다음으로 강화분견대 군인들이 8월 10일 대일항전에 나서 한때 강화성을 장악했지만 일본군의 맹공을 받고 와해되었다.
홍주분견대는 집단탈영을 시도하여 의병대에 합류를 시도하였고, 진주진위대도 봉기계획을 추진하였다.
이처럼 각처에서 봉기한 해산군인들은 이후 각자 의병에 가담하여 의병항일운동의 주축이 되었다.

### 지역별 활동

#### 경기·강원도
민긍호, 박준성, 손재규 등 원주진위대 해산군인들은 각자 의병진을 편성하여 경기,충청,강원도 일대에서 활약하였고, 이강년, 신돌석 등도 경상, 강원도 일대에서 일본 군대가 조선지형에 어두운것을 이용해 각각 항일유격전을 펼쳤다. 경기도에서는 허위가 강화분견대 군인들을 포섭하여 임진강 유역에서 활동하며 강력한 항전기반을 형성하였다.

#### 전라·경상도
현 남한 지역에서는 전라,경상도에서의 활동이 가장 큰 듯 하다. 전라도에서는 기삼연이 장성에서, 전해산이 나주에서, 김태원, 심남일은 함평에서, 문태수는 무주에서, 이석용은 임실에서 각각 의병을 일으켰다. 특히 경상도에서의 문태수, 이석용 의병진은 일본군의 포위망을 뚫고 경상남도 내륙까지 진출하여 이 지역 의병봉기의 도화선이 되었다. 또한, 전라북도와 충청남도의 접경지를 중심으로 한 공주·회덕·연산·진잠 등지에서는 김동신이 유력한 의병진을 편성, 활약하였다.

#### 황해도·평안도·함경도
황해도에서는 박정빈·이진룡이 평산에서 봉기하였고, 평민출신 김수민 의병진이 경기도, 황해도 일대에서 막강한 세력을 형성하고 있었다.
평안도의 경우에는 김여석 의병장이 덕천·맹산 일대에서 활약하였으며, 채응언은 함경도·평안도 접경지대에서 항일전을 수행하였다.
함경도 의병항일전은 홍범도·차도선 등이 삼수·갑산 등지에서 산포수 와 광산노동자들을 규합하여 강력한 의병진을 편성하였다.
최재형은 경원에서 이범윤·엄인섭·안중근 등과 함께 의병진을 편성, 일본군과 신아산 근교에서 교전하여 전과를 올리기도 하였다.

### 13도 창의군 편성
1907년 9월 강원도 원주에서 의병군을 모아 활동하던 이은찬·이구재 등이 경북 문경의 이인영을 총대장으로 추대하고, 각도의 의병부대에 격문을 보내 11월에 경기도 양주에 집결하도록 하였다. 이에 호응하여 모인 각도의 의병부대는 이인영을 13도창의군 대장으로 추대하고 전국연합부대를 편성하였다. 이 서울진공작전에는 총대장 이인영, 군사장 허위, 관동의병대장 민긍호, 호서의병대장 이강년, 교남의병대장 박정빈, 경기·황해·진동 의병대장 권중희, 관서의병대장 방인관, 관북의병대장 정봉준, 호남의병대장 문태수 등였다. 총병력은 10,000여 명에 이르렀으며, 이 가운데는 해산된 군인 3,000명도 포함되었다. 1908년 1월 이인영은 먼저 각국 공관에 의병부대를 국제공법상의 전쟁단체로 인정해 줄 것을 요구하는 격문을 보내는 한편, 군사장 허위가 이끄는 300명의 선발대가 동대문 밖 30리까지 진격하여 일본군과 혈전을 벌였으나 후속부대의 지원이 없어 퇴각하고 말았다. 이때 부친의 부음을 받은 총대장 이인영은 지휘권을 허위에게 맡기고 귀향해버렸다. 이후 의병들이 여러차례 이인영을 찾아가 복귀를 권유하였으나 아버지 3년상 때문에 이를 거절하였다. 결국 이들은 서울진공에 실패하고 총대장이 없는 연합군은 다시 전국으로 흩어졌다.

## 일제에 의한 진압
항일의병이 계속 확산되자 위험을 느낀 일제는 남한 대토벌작전을 실행한다.
1909년 9월부터 약 2개월간 일본군은 남한지역(전라남도) 의병에 대해 대대적인 토벌작전을 개시한다.
당시 한반도 북부지방에 있던 의병들은 합방을 전후하여 만주와 연해주 등 국외로 옮겨갔지만, 남한의 의병들은 남도에서 크게 활약하고 있었다. 
한일합방을 앞둔 일본은 가장 강력한 무력저항세력인 의병부대들을 제거하기 위해 보병 2개 대대와 해군함정까지 동원, 조직적이고도 대규모적인 작전을 실시했다. 이들은 포위작전을 통해 마을을 수색하고 조금이라도 의심이 가면 모두 죽였다. 또한 민간에 대한 탄압을 강화하고 전국을 공포분위기로 몰아넣어 
식민지 지배의 기초를 잡아갔다. 이로 인해 의병들은 국외로 이동하여 훗날 독립전쟁에 참여하지만 남한지역에서의 의병은 자취를 감추었다.

## 의의
정미의병은 이전 의병운동(을사의병,을미의병 등)에 비해 다음과 같은 뚜렷한 특징이 있다. 
첫째, 의병진 성원이 다양해진 점이다. 유생 이외에도 해산군인·평민·천민의병장 등이 대거 등장하게 되었을 뿐만 아니라, 
상인·공인·노동자·농민 등 전 계층이 의병항일전에 동참함으로써 전면항일전의 성격을 띠게 되었다.
둘째, 해산군인이 의병에 합류함에 따라 무기와 편제가 정예화되어 전력이 크게 향상되었다는 점이다. 
셋째, 의병 주도계층이 다양해짐에 따라 의병진이 점차 소규모화, 다원화되어 산간지대를 근거로 하는 유격전술을 효과적으로 전개할 수 있었다.
넷째, 1910년 경술국치 때까지 명맥을 이어오던 정미의병은 남한 대토벌작전에 의해 점차 북상하여 남북만주·연해주 지역으로 활동무대를 옮겨 
항전을 지속적으로 펼쳐나갔다. 그 후 1920년대의 독립전쟁론에 입각하여, 만주와 연해주 지역의 의병들은 독립군으로 계승되어 발전하였다.
조선시대 의병과 대한제국군 등이 독립군으로 변모하게 된 것이다. 그 후 독립군은(대한민국 임시정부 소속) 중국군 등과 함께 항일전쟁을 지속한다.

## 참고 문헌
- 『독립운동사』 1(독립운동사편찬위원회, 1970)
- 『의병운동사』(김의환, 박영사, 1974)
- 『의병과 독립군』(윤병석, 세종대왕기념사업회, 1977)
- 『독립군운동사연구』(박성수, 창작과 비평사, 1980)
- 「반일(反日)의병의 역사적전개」(강재언, 『한국근대사연구』, 한울, 1982)
- 「大韓帝國期 義兵硏究」(朴敏泳, 한울아카데미, 1998)
- 「義兵의 抗日戰」(尹炳奭 -국사편찬위원회, 『한국사』19, 1984)